# César Milstein
César Milstein, FRS, argentinski biokemik, * 8. oktober 1927, Bahía Blanca, Argentina, † 24. marec 2002, Cambridge, Anglija.
V 1970. letih je v sodelovanju z Georgesom Köhlerjem razvil tehniko pridobivanja monoklonskih protiteles. Leta 1984 sta zanjo dobila Nobelovo nagrado za fiziologijo ali medicino (zadnjo tretjino je dobil Niels Kaj Jerne). Za svoje delo je prejel tudi več drugih priznanj, med njimi Copleyjevo medaljo Kraljeve družbe (1989).